# Хан, Разак
Абдур Разак Хан (урду رزاق خان‎, англ. Abdur Razak Khan; 28 марта 1951, Мехдипатнам — 1 июня 2016, Мумбаи) — индийский актёр театра, кино и телевидения, снимавшийся в фильмах на хинди. Известен исполнением отрицательных и характерных ролей. За 23 года в кино сыграл порядка 90 персонажей.

## Биография
Родился 28 марта 1951 года в Мумбаи или, по другой версии, в Хайдарабаде, где жил в районе Шах Али Банда, и с детства мечтал стать актёром. Получил начальное образование в урдуязычной школе.
Хан начал карьеру актёра с небольшой роли в знаменитом телевизионном шоу Nukkad (1986–1987), а на большом экране дебютировал в фильме Roop Ki Rani Choron Ka Raja в 1993 году.
В том же году он сыграл эпизодическую роль в комедии «Влюблённое сердце». Затем последовали небольшие роли в фильмах «Шакал» (1994) и Baazi (1995). В 1996 году с его участием вышло сразу четыре фильма: «Страстная любовь», тамилоязычный Vaettiya Madichu Kattu, «Трещина» и «Раджа Хиндустани», где он сыграл водителя такси. Количество его работ в кино продолжало увеличиваться вплоть до 2001 года, когда он снялся в 17 фильмах. Наиболее известные его роли: Бабу Бислери в Hungama (2003), Ниндзя Чача в «Привет от брата-невидимки» и Маникчанд в Baadshah (1999).
Наряду с кино, Разак работал и на телевидении, приняв участие в таких программах как Chamatkar (1997), R. K. Laxman Ki Duniya (2012) и Comedy Nights with Kapil (2014), а также выступал в театре и гастролировал за пределами Индии. Помимо актёрской деятельности, Разак также был звукорежиссером короткометражного фильма Phulwa Ki Kamaal Kahani и помощником по спецэффектам в фильме «Кама Сутра: История любви».
Его последней прижизненной работой в кино стала комедия Kyaa Kool Hain Hum 3 (2016).
А после его смерти в прокат вышел триллер WELCOME M1LL10NS Милроя Гоиша, с которым Разак уже работал в его дебютном конкани-язычном фильме The Victim.
Актёр скончался от сердечного приступа в среду 1 июня 2016 года в 12:30. Смерть зафиксировали после того, как его доставили в Больницу Святого семейства в Бандре, Мумбаи.
У него остались четверо детей: сын Асад Хан, который в настоящее время живет в Абу-Даби, и дочери Сахем Хан, Мишкват Хан и Сахер Хан, которая живет в Дубае.

## Частичная фильмография
- 1988 — Влюблённое сердце
- 1996 — Страстная любовь
- 1996 — Трещина
- 1996 — Раджа Хиндустани
- 1997 — Страсть
- 1998 — Не надо бояться любви
- 1999 — Привет от брата-невидимки
- 2000 — Каждое любящее сердце
- 2005 — В водовороте неприятностей
- 2007 — Партнёр